# 1915 كيتزالكواتل
1915 كيتزالكواتل هو كويكب صخري غريب الأطوار يصنف على أنه جرم فلكي بجوار الأرض، يبلغ قطره حوالي نصف كيلومتر.

## الإكتشاف
تم اكتشافه في 9 مارس 1953 من قبل عالم الفلك الأمريكي ألبرت جورج ويلسون في مرصد بالومار بكاليفورنيا.

## التسمية
تم تسميته على اسم كيتزالكواتل وهي إحدى أساطير الأزتك.